# Włodzimierz Niezabitowski
Włodzimierz Niezabitowski herbu Lubicz (ur. 1830, zm. 9 listopada 1900 w Uhercach Nizabitowskich) – poseł do Sejmu Krajowego Galicji II i VI kadencji (1867–1869, 1889–1895), właściciel dóbr Uherce Niezabitowskie.

## Życiorys
Syn Franciszka i Ludwiki z Ostaszewskich. Uczył się we Lwowie, a potem w Wiedniu. Po powrocie do kraju objął zarząd dóbr Uherce. W 16 czerwca 1852 roku poślubił Kazimierę Zofię Badeni siostrę Władysława z którą miał dwie córki Jadwigę i Helenę żonę Bronisława Horodyskiego oraz syna Stanisława.
Był wieloletnim prezesem Rady Powiatowej w Gródku. W 1867 wybrany posłem na Sejm Krajowy reprezentując obwód samborski. Ponownie został posłem w latach 1889-1895 reprezentując tym razem IV kurię Okręg Gródek. W kwietniu 1900 zachorował na influenzę, która przeszła w ciężkie zapalenie płuc będące powodem śmierci. Pochowany został 12 listopada 1900 w Uhercach.